# СССР на летних Олимпийских играх 1988
На летних Олимпийских играх 1988 года, последних для Советского Союза, советская делегация состояла из 481 человека. Она принимала участие в соревнованиях по 27 видам, получив всего 132 медали, из них золотых — 55, серебряных — 31, и бронзовых — 46 (став 1-й в медальном зачёте).
Советские спортсмены завоевали медали в 21 виде спорта, в том числе в 15 видах — золотые. Среди них золото в спортивной гимнастике, лёгкой атлетике, борьбе, тяжёлой атлетике, стрельбе, велоспорте, гребле на байдарках и каноэ, плавании, футболе, баскетболе, волейболе, гандболе, фехтовании, боксе и, впервые в истории, в художественной гимнастике. Медали были завоёваны также в академической гребле, водном поло, дзюдо, парусном спорте, современном пятиборье и стрельбе из лука.
Гимнаст Владимир Артёмов, завоевавший на этих Играх 4 золота и серебро, стал четырёхкратным олимпийским чемпионом. Гимнаст Дмитрий Билозерчев стал трёхкратным олимпийским чемпионом, принеся в копилку сборной 3 золота и бронзу. По 2 золота выиграли гимнасты Люкин (2 золота и 2 серебра) и Харьков, гимнастки Богинская и Шушунова (обе — 2 золота, серебро и бронза), гребцы Ренейский и Журавский, легкоатлетка Брызгина и велогонщик Умарас. Второе в истории золото взяли футболисты, вернули себе звание сильнейших гандболисты. Марина Лобач стала первой советской олимпийской чемпионкой по художественной гимнастике. Эти Игры является наиболее успешной за всю олимпийскую историю СССР в велоспорте — 4 золотых медали.

## Медали по видам спорта
| Спорт                       | Золото | Серебро | Бронза | Всего |
| --------------------------- | ------ | ------- | ------ | ----- |
| Спортивная гимнастика       | 11     | 5       | 3      | 19    |
| Лёгкая атлетика             | 10     | 6       | 10     | 26    |
| Борьба                      | 8      | 4       | 3      | 15    |
| Тяжёлая атлетика            | 6      | 2       | 0      | 8     |
| Стрельба                    | 4      | 1       | 6      | 11    |
| Велоспорт                   | 4      | 1       | 2      | 7     |
| Гребля на байдарках и каноэ | 3      | 3       | 0      | 6     |
| Плавание                    | 2      | 2       | 5      | 9     |
| Фехтование                  | 1      | 1       | 3      | 5     |
| Бокс                        | 1      | 1       | 2      | 4     |
| Волейбол                    | 1      | 1       | 0      | 2     |
| Баскетбол                   | 1      | 0       | 1      | 2     |
| Гандбол                     | 1      | 0       | 1      | 2     |
| Художественная гимнастика   | 1      | 0       | 1      | 2     |
| Футбол                      | 1      | 0       | 0      | 1     |
| Академическая гребля        | 0      | 2       | 1      | 3     |
| Дзюдо                       | 0      | 1       | 4      | 5     |
| Парусный спорт              | 0      | 1       | 1      | 2     |
| Водное поло                 | 0      | 0       | 1      | 1     |
| Современное пятиборье       | 0      | 0       | 1      | 1     |
| Стрельба из лука            | 0      | 0       | 1      | 1     |

## Многократные призёры
| Имя                 | Вид спорта                  |   |   |   | Итого |
| ------------------- | --------------------------- | - | - | - | ----- |
| Владимир Артёмов    | Спортивная гимнастика       | 4 | 1 | 0 | 5     |
| Дмитрий Билозерчев  | Спортивная гимнастика       | 3 | 0 | 1 | 4     |
| Валерий Люкин       | Спортивная гимнастика       | 2 | 2 | 0 | 4     |
| Светлана Богинская  | Спортивная гимнастика       | 2 | 1 | 1 | 4     |
| Елена Шушунова      | Спортивная гимнастика       | 2 | 1 | 1 | 4     |
| Сергей Харьков      | Спортивная гимнастика       | 2 | 0 | 0 | 2     |
| Виктор Ренейский    | Гребля на байдарках и каноэ | 2 | 0 | 0 | 2     |
| Николай Журавский   | Гребля на байдарках и каноэ | 2 | 0 | 0 | 2     |
| Ольга Брызгина      | Лёгкая атлетика             | 2 | 0 | 0 | 2     |
| Гинтаутас Умарас    | Велоспорт                   | 2 | 0 | 0 | 2     |
| Татьяна Ледовская   | Лёгкая атлетика             | 1 | 1 | 0 | 2     |
| Нино Салуквадзе     | Стрельба                    | 1 | 1 | 0 | 2     |
| Игорь Полянский     | Плавание                    | 1 | 0 | 2 | 3     |
| Ольга Назарова      | Лёгкая атлетика             | 1 | 0 | 1 | 2     |
| Александр Романьков | Фехтование                  | 1 | 0 | 1 | 2     |
| Татьяна Доровских   | Лёгкая атлетика             | 1 | 0 | 1 | 2     |
| Игорь Нагаев        | Гребля на байдарках и каноэ | 0 | 2 | 0 | 2     |
| Виктор Денисов      | Гребля на байдарках и каноэ | 0 | 2 | 0 | 2     |
| Геннадий Пригода    | Плавание                    | 0 | 1 | 2 | 3     |
| Николай Евсеев      | Плавание                    | 0 | 1 | 1 | 2     |
| Дмитрий Волков      | Плавание                    | 0 | 0 | 2 | 2     |
| Андрей Шувалов      | Фехтование                  | 0 | 0 | 2 | 2     |
| Вадим Ярощук        | Плавание                    | 0 | 0 | 2 | 2     |

## Медалисты

### Золото
| Медаль | Спортсмен                                                                                            | Вид спорта                  | Дисциплина                                                 |
| ------ | --- | --------------------------- | ---------------------------------------------------------- |
| Золото | Сборная                                                                                              | Футбол                      | Мужчины                                                    |
| Золото | Владимир Апциаури Анвар Ибрагимов Борис Корецкий Ильгар Мамедов Александр Романьков                  | Фехтование                  | Мужчины, рапира, командное первенство                      |
| Золото | Оксен Мирзоян                                                                                        | Тяжёлая атлетика            | Мужчины, до 56 кг                                          |
| Золото | Исраил Арсамаков                                                                                     | Тяжёлая атлетика            | Мужчины, до 82,5 кг                                        |
| Золото | Анатолий Храпатый                                                                                    | Тяжёлая атлетика            | Мужчины, до 90 кг                                          |
| Золото | Павел Кузнецов                                                                                       | Тяжёлая атлетика            | Мужчины, до 100 кг                                         |
| Золото | Юрий Захаревич                                                                                       | Тяжёлая атлетика            | Мужчины, до 110 кг                                         |
| Золото | Александр Курлович                                                                                   | Тяжёлая атлетика            | Мужчины, свыше 110 кг                                      |
| Золото | Афанасий Кузьмин                                                                                     | Пулевая стрельба            | Мужчины, скоростной пистолет, 25 м                         |
| Золото | Ирина Шилова                                                                                         | Пулевая стрельба            | Женщины, пневматическая винтовка                           |
| Золото | Нино Сулаквадзе                                                                                      | Пулевая стрельба            | Женщины, спортивный пистолет                               |
| Золото | Дмитрий Монаков                                                                                      | Стендовая стрельба          | Мужчины, траншейный стенд                                  |
| Золото | Владимир Сальников                                                                                   | Плавание                    | Мужчины, 1500 м, вольный стиль                             |
| Золото | Игорь Полянский                                                                                      | Плавание                    | Мужчины, 100 м, на спине                                   |
| Золото | Виктор Брызгин Владимир Крылов Владимир Муравьев Виталий Савин                                       | Лёгкая атлетика             | Мужчины, эстафета 4х100 м                                  |
| Золото | Вячеслав Иваненко                                                                                    | Лёгкая атлетика             | Мужчины, ходьба на 50 км                                   |
| Золото | Геннадий Авдеенко                                                                                    | Лёгкая атлетика             | Мужчины, прыжки в высоту                                   |
| Золото | Сергей Бубка                                                                                         | Лёгкая атлетика             | Мужчины, прыжки с шестом                                   |
| Золото | Сергей Литвинов                                                                                      | Лёгкая атлетика             | Мужчины, метание молота                                    |
| Золото | Ольга Брызгина                                                                                       | Лёгкая атлетика             | Женщины, бег 400 м                                         |
| Золото | Татьяна Самоленко                                                                                    | Лёгкая атлетика             | Женщины, бег 3000 м                                        |
| Золото | Ольга Бондаренко                                                                                     | Лёгкая атлетика             | Женщины, бег 10000 м                                       |
| Золото | Татьяна Ледовская Ольга Брызгина Ольга Назарова Мария Пинигина                                       | Лёгкая атлетика             | Женщины, эстафета 4х400м                                   |
| Золото | Наталья Лисовская                                                                                    | Лёгкая атлетика             | Женщины, толкание ядра                                     |
| Золото | Иван Клементьев                                                                                      | Гребля на байдарках и каноэ | Мужчины, каноэ-одиночка, 1000 м                            |
| Золото | Виктор Ренейский Николай Журавский                                                                   | Гребля на байдарках и каноэ | Мужчины, каноэ-двойка, 500 м                               |
| Золото | Виктор Ренейский Николай Журавский                                                                   | Гребля на байдарках и каноэ | Мужчины, каноэ-двойка, 1000 м                              |
| Золото | Марина Лобач                                                                                         | Художественная гимнастика   | Женщины, личное первенство                                 |
| Золото | Дмитрий Билозерчев Владимир Гоголадзе Владимир Артёмов Валерий Люкин Владимир Новиков Сергей Харьков | Спортивная гимнастика       | Мужчины, командное первенство                              |
| Золото | Владимир Артёмов                                                                                     | Спортивная гимнастика       | Мужчины, личное многоборье                                 |
| Золото | Дмитрий Билозерчев                                                                                   | Спортивная гимнастика       | Мужчины, кольца                                            |
| Золото | Дмитрий Билозерчев                                                                                   | Спортивная гимнастика       | Мужчины, конь                                              |
| Золото | Сергей Харьков                                                                                       | Спортивная гимнастика       | Мужчины, вольные упражнения                                |
| Золото | Владимир Артёмов                                                                                     | Спортивная гимнастика       | Мужчины, перекладина                                       |
| Золото | Валерий Люкин                                                                                        | Спортивная гимнастика       | Мужчины, перекладина                                       |
| Золото | Владимир Артёмов                                                                                     | Спортивная гимнастика       | Мужчины, брусья                                            |
| Золото | Светлана Баитова Светлана Богинская Наталья Лащёнова Елена Шевченко Елена Шушунова Ольга Стражева    | Спортивная гимнастика       | Женщины, командное первенство                              |
| Золото | Елена Шушунова                                                                                       | Спортивная гимнастика       | Женщины, личное многоборье                                 |
| Золото | Светлана Богинская                                                                                   | Спортивная гимнастика       | Женщины, опорный прыжок                                    |
| Золото | Сборная                                                                                              | Гандбол                     | Мужчины                                                    |
| Золото | Сборная                                                                                              | Волейбол                    | Женщины                                                    |
| Золото | Эрика Салумяэ                                                                                        | Велоспорт                   | Женщины, велотрек, спринт                                  |
| Золото | Александр Кириченко                                                                                  | Велоспорт                   | Мужчины, велотрек, гит 1000 м                              |
| Золото | Гинтаутас Умарас                                                                                     | Велоспорт                   | Мужчины, велотрек, индивидуальная гонка преследования 4 км |
| Золото | Вячеслав Екимов Артурас Каспутис Дмитрий Нелюбин Гинтаутас Умарас                                    | Велоспорт                   | Мужчины, велотрек, командная гонка преследования 4 км      |
| Золото | Камандар Маджидов                                                                                    | Греко-римская борьба        | Мужчины, до 62 кг                                          |
| Золото | Левон Джулфалакян                                                                                    | Греко-римская борьба        | Мужчины, до 68 кг                                          |
| Золото | Михаил Мамиашвили                                                                                    | Греко-римская борьба        | Мужчины, до 82 кг                                          |
| Золото | Александр Карелин                                                                                    | Греко-римская борьба        | Мужчины, до 130 кг                                         |
| Золото | Сергей Белоглазов                                                                                    | Вольная борьба              | Мужчины, до 57 кг                                          |
| Золото | Арсен Фадзаев                                                                                        | Вольная борьба              | Мужчины, до 68 кг                                          |
| Золото | Махарбек Хадарцев                                                                                    | Вольная борьба              | Мужчины, до 90 кг                                          |
| Золото | Давид Гобеджишвили                                                                                   | Вольная борьба              | Мужчины, до 130 кг                                         |
| Золото | Вячеслав Яновский                                                                                    | Бокс                        | Мужчины, до 63,5 кг                                        |
| Золото | Сборная                                                                                              | Баскетбол                   | Мужчины                                                    |

### Серебро
| Медаль  | Спортсмен | Вид спорта                  | Дисциплина                            |
| ------- | --- | --------------------------- | ------------------------------------- |
| Серебро | Андрей Альшан Михаил Бурцев Сергей Коряжкин Сергей Миндиргасов Сергей Погосов                                                                     | Фехтование                  | Мужчины, сабля, командное первенство  |
| Серебро | Исраел Милитосян | Тяжёлая атлетика            | Мужчины, до 67,5 кг                   |
| Серебро | Наиль Мухамедьяров | Тяжёлая атлетика            | Мужчины, до 90 кг                     |
| Серебро | Нино Салуквадзе | Пулевая стрельба            | Женщины, пневматический пистолет      |
| Серебро | Геннадий Пригода Николай Евсеев Юрий Башкатов Владимир Ткаченко                                                                                   | Плавание                    | Мужчины, эстафета 4×100 вольный стиль |
| Серебро | Елена Дендеберова | Плавание                    | Женщины, 200 м комплексным плаванием  |
| Серебро | Тыну Тынисте Тоомас Тынисте | Парусный спорт              | Мужчины, класс "470"                  |
| Серебро | Игорь Лапшин | Лёгкая атлетика             | Мужчины, тройной прыжок               |
| Серебро | Родион Гатауллин | Лёгкая атлетика             | Мужчины, прыжки с шестом              |
| Серебро | Ромас Убартас | Лёгкая атлетика             | Мужчины, метание диска                |
| Серебро | Юрий Седых | Лёгкая атлетика             | Мужчины, метание молота               |
| Серебро | Лаймуте Байкаускайте | Лёгкая атлетика             | Женщины, 1500 м                       |
| Серебро | Татьяна Ледовская | Лёгкая атлетика             | Женщины, 400 м с барьерами            |
| Серебро | Владимир Шестаков | Дзюдо                       | Мужчины, до 86 кг                     |
| Серебро | Михаил Сливиньский | Гребля на байдарках и каноэ | Мужчины, каноэ-одиночка, 500 м        |
| Серебро | Игорь Нагаев Виктор Денисов | Гребля на байдарках и каноэ | Мужчины, байдарка-двойка, 500 м       |
| Серебро | Игорь Нагаев Виктор Денисов Александр Мотузенко Сергей Кирсанов                                                                                   | Гребля на байдарках и каноэ | Мужчины, байдарка-четвёрка, 1000 м    |
| Серебро | Вениамин Бут Андрей Васильев Виктор Дидук Александр Думчев Павел Гурковский Николай Комаров Александр Лукьянов Виктор Омельянович Василий Тихонов | Академическая гребля        | Мужчины, восьмёрка                    |
| Серебро | Ирина Калимбет Антонина Думчева Светлана Мазий Инна Фролова                                                                                       | Академическая гребля        | Женщины, четвёрка парная              |
| Серебро | Валерий Люкин | Спортивная гимнастика       | Мужчины, личное многоборье            |
| Серебро | Валерий Люкин | Спортивная гимнастика       | Мужчины, брусья                       |
| Серебро | Владимир Артёмов | Спортивная гимнастика       | Мужчины, вольные упражнения           |
| Серебро | Светлана Богинская | Спортивная гимнастика       | Женщины, вольные упражнения           |
| Серебро | Елена Шушунова | Спортивная гимнастика       | Женщины, бревно                       |
| Серебро | Сборная | Волейбол                    | Мужчины                               |
| Серебро | Николай Ковш | Велоспорт                   | Мужчины, велотрек, спринт             |
| Серебро | Даулет Турлыханов | Греко-римская борьба        | Мужчины, до 74 кг                     |
| Серебро | Степан Саркисян | Вольная борьба              | Мужчины, до 62 кг                     |
| Серебро | Адлан Вараев | Вольная борьба              | Мужчины, до 74 кг                     |
| Серебро | Лери Хабелов | Вольная борьба              | Мужчины, до 100 кг                    |
| Серебро | Нурмагомед Шанавазов | Бокс                        | Мужчины, до 81 кг                     |

### Бронза
| Медаль | Спортсмен                                                                      | Вид спорта                | Дисциплина                                       |
| ------ | ------------------------------------------------------------------------------ | ------------------------- | ------------------------------------------------ |
| Бронза | Андрей Шувалов                                                                 | Фехтование                | Мужчины, шпага, личное первенство                |
| Бронза | Павел Колобков Игорь Тихомиров Михаил Тишко Владимир Резниченко Андрей Шувалов | Фехтование                | Мужчины, шпага, командное первенство             |
| Бронза | Александр Романьков                                                            | Фехтование                | Мужчины, рапира, личное первенство               |
| Бронза | Владимир Ешеев                                                                 | Стрельба из лука          | Мужчины, личное первенство                       |
| Бронза | Геннадий Авраменко                                                             | Пулевая стрельба          | Мужчины, движущаяся мишень «бегущий кабан»       |
| Бронза | Кирилл Иванов                                                                  | Пулевая стрельба          | Мужчины, малокалиберная винтовка, 3 положения    |
| Бронза | Игорь Басинский                                                                | Пулевая стрельба          | Мужчины, произвольный пистолет                   |
| Бронза | Анна Малухина                                                                  | Пулевая стрельба          | Женщины, пневматическая винтовка                 |
| Бронза | Марина Добранчева                                                              | Пулевая стрельба          | Женщины, пневматический пистолет                 |
| Бронза | Валентина Черкасова                                                            | Пулевая стрельба          | Женщины, малокалиберная винтовка, 3 положения    |
| Бронза | Вахтанг Ягорашвили                                                             | Современное пятиборье     | Мужчины, личное первенство                       |
| Бронза | Геннадий Пригода                                                               | Плавание                  | Мужчины, 50 м вольным стилем                     |
| Бронза | Дмитрий Волков                                                                 | Плавание                  | Мужчины, 100 м брассом                           |
| Бронза | Игорь Полянский                                                                | Плавание                  | Мужчины, 100 м на спине                          |
| Бронза | Вадим Ярощук                                                                   | Плавание                  | Мужчины, 200 м комплекс                          |
| Бронза | Игорь Полянский Дмитрий Волков Геннадий Пригода Вадим Ярощук                   | Плавание                  | Мужчины, комбинированная эстафета 4 × 100 м      |
| Бронза | Лариса Москаленко Ирина Чуниховская                                            | Парусный спорт            | Женщины, класс «470»                             |
| Бронза | Александр Коваленко                                                            | Лёгкая атлетика           | Мужчины, тройной прыжок                          |
| Бронза | Рудольф Поварницын                                                             | Лёгкая атлетика           | Мужчины, прыжки в высоту                         |
| Бронза | Григорий Егоров                                                                | Лёгкая атлетика           | Мужчины, прыжки с шестом                         |
| Бронза | Юрий Тамм                                                                      | Лёгкая атлетика           | Мужчины, метание молота                          |
| Бронза | Ольга Назарова                                                                 | Лёгкая атлетика           | Женщины, 400 м                                   |
| Бронза | Татьяна Самоленко                                                              | Лёгкая атлетика           | Женщины, 1500 м                                  |
| Бронза | Елена Жупиева                                                                  | Лёгкая атлетика           | Женщины, 10.000 м                                |
| Бронза | Людмила Кондратьева Галина Мальчугина Наталья Помощникова Марина Жирова        | Лёгкая атлетика           | Женщины, эстафета 4 x 100 м                      |
| Бронза | Галина Чистякова                                                               | Лёгкая атлетика           | Женщины, прыжки в длину                          |
| Бронза | Тамара Быкова                                                                  | Лёгкая атлетика           | Женщины, прыжки в высоту                         |
| Бронза | Амиран Тотикашвили                                                             | Дзюдо                     | Мужчины, до 60 кг                                |
| Бронза | Георгий Тенадзе                                                                | Дзюдо                     | Мужчины, до 71 кг                                |
| Бронза | Башир Вараев                                                                   | Дзюдо                     | Мужчины, до 78 кг                                |
| Бронза | Григорий Веричев                                                               | Дзюдо                     | Мужчины, свыше 95 кг                             |
| Бронза | Александр Марченко Василий Якуша                                               | Академическая гребля      | Мужчины, двойка парная                           |
| Бронза | Александра Тимошенко                                                           | Художественная гимнастика | Женщины, личное первенство                       |
| Бронза | Дмитрий Билозерчев                                                             | Спортивная гимнастика     | Мужчины, личное многоборье                       |
| Бронза | Светлана Богинская                                                             | Спортивная гимнастика     | Женщины, личное многоборье                       |
| Бронза | Елена Шушунова                                                                 | Спортивная гимнастика     | Женщины, брусья                                  |
| Бронза | Сборная                                                                        | Гандбол                   | Женщины                                          |
| Бронза | Сборная                                                                        | Водное поло               | Мужчины                                          |
| Бронза | Марат Ганеев                                                                   | Велоспорт                 | Мужчины, велотрек, индивидуальная гонка по очкам |
| Бронза | Лайма Зилпорите                                                                | Велоспорт                 | Женщины, групповая гонка по шоссе                |
| Бронза | Владимир Попов                                                                 | Греко-римская борьба      | Мужчины, до 90 кг                                |
| Бронза | Сергей Карамчаков                                                              | Вольная борьба            | Мужчины, до 48 кг                                |
| Бронза | Владимир Тогузов                                                               | Вольная борьба            | Мужчины, до 52 кг                                |
| Бронза | Александр Мирошниченко                                                         | Бокс                      | Мужчины, свыше 91 кг                             |
| Бронза | Сборная                                                                        | Баскетбол                 | Женщины                                          |

## Состав сборной
Академическая гребля
1. Вениамин Бут
2. Андрей Васильев
3. Валерий Вырвич
4. Иван Высоцкий
5. Павел Гурковский
6. Виктор Дидук
7. Александр Думчев
8. Александр Заскалько
9. Юрий Зеликович
10. Игорь Зотов
11. Игорь Зуборенко
12. Роман Казанцев
13. Сергей Кинякин
14. Николай Комаров
15. Андрей Кориков
16. Павел Крупко
17. Сигитас Кучинскас
18. Андрей Липский
19. Александр Лукьянов
20. Александр Марченко
21. Йонас Нармонтас
22. Виктор Омельянович
23. Николай Пименов
24. Юрий Пименов
25. Владимир Романишин
26. Сергей Смирнов
27. Сергей Титов
28. Василий Тиханов
29. Юри Яансон
30. Василий Якуша
31. Лидия Аверьянова
32. Сандра Бразаускайте
33. Аушра Гуделюнайте
34. Антонина Думчева
35. Марина Жукова
36. Сария Закирова
37. Марина Знак
38. Ирина Калимбет
39. Наталья Кваша
40. Светлана Мазий
41. Мария Омельянович
42. Елена Пухаева
43. Реда Рибинскайте
44. Марина Смородина
45. Сармите Стоне
46. Надежда Сугако
47. Марина Супрун
48. Елена Терёшина
49. Маргарита Теселько
50. Ирина Тетерина
51. Инна Фролова
52. Валентина Хохлова
53. Наталья Яценко

 Баскетбол
1. Александр Белостенный
2. Александр Волков
3. Валерий Гоборов
4. Римас Куртинайтис
5. Шарунас Марчюлёнис
6. Игорс Миглиниекс
7. Виктор Панкрашкин
8. Арвидас Сабонис
9. Тийт Сокк
10. Сергей Тараканов
11. Валерий Тихоненко
12. Вальдемарас Хомичюс
13. Олеся Барель
14. Ольга Бурякина
15. Ирина Герлиц
16. Наталья Засульская
17. Ольга Евкова
18. Александра Леонова
19. Ирина Минх
20. Галина Савицкая
21. Ирина Сумникова
22. Виталия Туомайте
23. Елена Худашова
24. Ольга Яковлева

 Бокс
1. Александр Артемьев
2. Владимир Ерещенко
3. Евгений Зайцев
4. Мехак Казарян
5. Александр Махмутов
6. Александр Мирошниченко
7. Рамзан Себиев
8. Тимофей Скрябин
9. Руслан Тарамов
10. Константин Цзю
11. Нурмагомед Шанавазов
12. Вячеслав Яновский

 Борьба
Вольная борьба
1. Сергей Белоглазов
2. Адлан Вараев
3. Давид Гобеджишвили
4. Сергей Карамчаков
5. Степан Саркисян
6. Александр Тамбовцев
7. Владимир Тогузов
8. Арсен Фадзаев
9. Лери Хабелов
10. Махарбек Хадарцев

Греко-римская борьба
1. Махяддин Аллахвердиев
2. Гурам Гедехаури
3. Левон Джулфалакян
4. Александр Игнатенко
5. Александр Карелин
6. Камандар Маджидов
7. Михаил Мамиашвили
8. Владимир Попов
9. Даулет Турлыханов
10. Александр Шестаков

Велоспорт
 Шоссейный велоспорт
1. Джамолидин Абдужапаров
2. Василий Жданов
3. Виктор Климов
4. Асят Саитов
5. Игорь Сумников
6. Рихо Суун
7. Валентина Евпак
8. Лайма Зилпорите
9. Алла Яковлева

 Трековый велоспорт
1. Марат Ганеев
2. Вячеслав Екимов
3. Артурас Каспутис
4. Александр Кириченко
5. Николай Ковш
6. Дмитрий Нелюбин
7. Гинтаутас Умарас
8. Миндаугас Умарас
9. Эрика Салумяэ

 Водное поло
1. Дмитрий Апанасенко
2. Виктор Берендюга
3. Михаил Гиоргадзе
4. Евгений Гришин
5. Михаил Иванов
6. Александр Колотов
7. Сергей Котенко
8. Сергей Маркоч
9. Нурлан Мендыгалиев
10. Георгий Мшвениерадзе
11. Сергей Наумов
12. Николай Смирнов
13. Евгений Шаронов

 Волейбол
1. Ярослав Антонов
2. Раймонд Вилде
3. Вячеслав Зайцев
4. Евгений Красильников
5. Андрей Кузнецов
6. Валерий Лосев
7. Юрий Панченко
8. Игорь Рунов
9. Юрий Сапега
10. Александр Сороколет
11. Юрий Чередник
12. Владимир Шкурихин
13. Елена Волкова
14. Светлана Корытова
15. Татьяна Крайнова
16. Ольга Кривошеева
17. Марина Кумыш
18. Марина Никулина
19. Елена Овчинникова
20. Валентина Огиенко
21. Ирина Пархомчук
22. Татьяна Сидоренко
23. Ирина Смирнова
24. Ольга Шкурнова

 Гандбол
1. Вячеслав Атавин
2. Михаил Васильев
3. Валерий Гопин
4. Леонид Дорошенко
5. Александр Каршакевич
6. Андрей Лавров
7. Юрий Нестеров
8. Вальдемар Новицкис
9. Александр Рыманов
10. Георгий Свириденко
11. Александр Тучкин
12. Андрей Тюменцев
13. Игорь Чумак
14. Константин Шароваров
15. Юрий Шевцов
16. Марина Базанова
17. Татьяна Горб
18. Элина Гусева
19. Наталья Гуськова
20. Лариса Карлова
21. Наталья Кирчик
22. Светлана Манькова
23. Наталья Митрюк
24. Елена Немашкало
25. Наталья Русначенко
26. Ольга Семёнова
27. Евгения Товстоган
28. Зинаида Турчина
29. Наталья Цыганкова
30. Татьяна Шалимова

 Гребля на байдарках и каноэ
1. Дмитрий Баньковский
2. Сергей Галков
3. Виктор Денисов
4. Николай Журавский
5. Сергей Калесник
6. Сергей Кирсанов
7. Иван Клементьев
8. Александр Мотузенко
9. Игорь Нагаев
10. Виктор Пусев
11. Виктор Ренейский
12. Михал Сливиньский
13. Александра Апанович
14. Надежда Ковалевич
15. Галина Савенко
16. Ирина Саломыкова
17. Ирина Хмелевская

 Дзюдо
1. Башир Вараев
2. Григорий Веричев
3. Виктор Поддубный
4. Юрий Соколов
5. Георгий Тенадзе
6. Амиран Тотикашвили
7. Владимир Шестаков

 Конный спорт
1. Юрий Ковшов
2. Анатолий Таньков
3. Анатолий Тимошенко
4. Раймундас Удракис
5. Вячеслав Чуканов
6. Сергей Шакуров
7. Ольга Климко
8. Нина Менькова

 Лёгкая атлетика
1. Геннадий Авдеенко
2. Александр Апайчев
3. Виктор Брызгин
4. Сергей Бубка
5. Леонид Волошин
6. Родион Гатауллин
7. Владимир Граудынь
8. Михаил Дасько
9. Юрий Думчев
10. Виктор Евсюков
11. Григорий Егоров
12. Вячеслав Иваненко
13. Равиль Кашапов
14. Вацлавас Кидикас
15. Александр Коваленко
16. Владимир Крылов
17. Вальтер Кюльвет
18. Игорь Лапшин
19. Сергей Литвинов
20. Александр Маркин
21. Евгений Мисюля
22. Владимир Муравьёв
23. Владимир Овчинников
24. Игорь Паклин
25. Алексей Першин
26. Рудольф Поварницын
27. Виталий Попович
28. Александр Поташёв
29. Олег Проценко
30. Андрей Разин
31. Виталий Савин
32. Юрий Седых
33. Сергей Смирнов
34. Юри Тамм
35. Павел Тарновецкий
36. Ромас Убартас
37. Владимир Шишкин
38. Михаил Щенников
39. Роберт Эммиян
40. Людмила Авдеенко
41. Майя Азарашвили
42. Наталья Артёмова
43. Наталья Ахрименко
44. Лаймуте Байкаускайте
45. Елена Белевская
46. Ольга Бондаренко
47. Ольга Брызгина
48. Светлана Бурага
49. Тамара Быкова
50. Наталья Григорьева
51. Любовь Гурина
52. Людмила Джигалова
53. Инна Евсеева
54. Наталья Ермолович
55. Марина Жирова
56. Елена Жупиева
57. Эллина Зверева
58. Зоя Иванова
59. Людмила Кондратьева
60. Ирина Костюченкова
61. Инесса Кравец
62. Татьяна Курочкина
63. Татьяна Ледовская
64. Наталья Лисовская
65. Галина Мальчугина
66. Людмила Матвеева
67. Даля Матусявичене
68. Лариса Михальченко
69. Галина Мурашова
70. Ольга Назарова
71. Ремигия Назаровене
72. Людмила Нарожиленко
73. Надежда Олизаренко
74. Мария Пинигина
75. Татьяна Половинская
76. Наталья Помощникова
77. Елена Романова
78. Татьяна Самоленко
79. Раиса Смехнова
80. Ольга Турчак
81. Валентина Федюшина
82. Галина Чистякова
83. Наталья Шубенкова

 Настольный теннис
1. Андрей Мазунов
2. Борис Розенберг
3. Флюра Булатова
4. Елена Ковтун
5. Валентина Попова

 Парусный спорт
1. Сергей Бородинов
2. Виктор Буданцев
3. Александр Зыбин
4. Юрий Коновалов
5. Николай Кравченко
6. Сергей Кравцов
7. Олег Мирон
8. Николай Поляков
9. Виктор Соловьёв
10. Тоомас Тынисте
11. Тыну Тынисте
12. Олег Хопёрский
13. Георгий Шайдуко
14. Лариса Москаленко
15. Ирина Чуниховская

 Плавание
1. Вадим Алексеев
2. Александр Бажанов
3. Юрий Башкатов
4. Алексей Бориславский
5. Дмитрий Волков
6. Николай Евсеев
7. Сергей Заболотнов
8. Михаил Зубков
9. Сергей Кудряев
10. Алексей Кузнецов
11. Валерий Лозик
12. Раймундас Мажуолис
13. Алексей Матвеев
14. Константин Петров
15. Игорь Полянский
16. Геннадий Пригода
17. Владимир Сальников
18. Владимир Ткаченко
19. Вадим Ярощук
20. Инна Абрамова
21. Юлия Богачёва
22. Елена Волкова
23. Елена Дендеберова
24. Светлана Исакова
25. Светлана Копчикова
26. Светлана Кузьмина
27. Наталья Трефилова

 Прыжки в воду
1. Валерий Гончаров
2. Александр Портнов
3. Владимир Тимошинин
4. Георгий Чоговадзе
5. Марина Бабкова
6. Ирина Лашко
7. Елена Мирошина
8. Анжела Стасюлевич

 Синхронное плавание
1. Татьяна Титова
2. Христина Фаласиниди
3. Мария Черняева

 Современное пятиборье
1. Анатолий Авдеев
2. Герман Юферов
3. Вахтанг Ягорашвили

 Спортивная гимнастика
1. Владимир Артёмов
2. Дмитрий Билозерчев
3. Владимир Гоголадзе
4. Валерий Люкин
5. Владимир Новиков
6. Сергей Харьков
7. Светлана Баитова
8. Светлана Богинская
9. Ольга Стражева
10. Наталья Лащёнова
11. Елена Шевченко
12. Елена Шушунова

 Стрельба
1. Валерий Тимохин

## Результаты соревнований

### Академическая гребля
В следующий раунд из каждого заезда проходили несколько лучших экипажей (в зависимости от дисциплины). В финал A выходили 6 сильнейших экипажей, ещё 6 экипажей, выбывших в полуфинале, распределяли места в малом финале B.
В соревнованиях двоек распашных без рулевого сборную СССР представляли молодые спортсмены Игорь Зуборенко и Валерий Вырвич. По ходу олимпийского цикла советские гребцы показывали высокие результаты и настраивались на борьбу за медали, однако на Игры в Сеуле не был вызван личный тренер спортсменов, а также им пришлось выступать с чужими веслами и лодкой. При этом старт финального заезда был отложен на час, что также негативно сказалось на подготовке советских гребцов к решающему заезду. По словам Валерия Вырвича во многом из-за этого советская двойка заняла в финале лишь 6-е место.
Мужчины
| Соревнование | Спортсмены                     | Предварительный заезд | Предварительный заезд | Предварительный заезд | Отборочный заезд | Отборочный заезд | Отборочный заезд | Полуфинал | Полуфинал | Полуфинал | Финал   | Финал   | Итоговое место |
| Соревнование | Спортсмены                     | Заезд                 | Время                 | Место                 | Заезд            | Время            | Место            | Заезд     | Время     | Место     | Время   | Место   | Итоговое место |
| ------------ | ------------------------------ | --------------------- | --------------------- | --------------------- | ---------------- | ---------------- | ---------------- | --------- | --------- | --------- | ------- | ------- | -------------- |
| одиночки     | Юри Яансон                     | 2                     | 7:41,28               | 3                     | 2                | 7:04,04          | 1 Q              | 1         | 7:32,51   | 6         | Финал B | Финал B | 8              |
| одиночки     | Юри Яансон                     | 2                     | 7:41,28               | 3                     | 2                | 7:04,04          | 1 Q              | 1         | 7:32,51   | 6         | 7:35,09 | 2       | 8              |
| двойки       | Игорь Зуборенко Валерий Вырвич | 1                     | 6:43,21               | 4                     | 3                | 6:57,39          | 3 Q              | 1         | 6:50,49   | 3 QA      | Финал A | Финал A | 6              |
| двойки       | Игорь Зуборенко Валерий Вырвич | 1                     | 6:43,21               | 4                     | 3                | 6:57,39          | 3 Q              | 1         | 6:50,49   | 3 QA      | 6:51,11 | 6       | 6              |

По итогам соревнований Валерий Вырвич, выступавший в зачёте двоек получил награду от правительства БССР, а также квартиру в Мозыре.

### Стрельба из лука
Мужчины
| Спортсмен                                                    | Дисциплина           | Квалификация | Квалификация | 1/8 финала           | 1/8 финала           | 1/4 финала           | 1/4 финала           | Полуфинал            | Полуфинал            | Финал                | Финал                |
| Спортсмен                                                    | Дисциплина           | Очки         | Место        | Очки                 | Место                | Очки                 | Место                | Очки                 | Место                | Очки                 | Место                |
| ------------------------------------------------------------ | -------------------- | ------------ | ------------ | -------------------- | -------------------- | -------------------- | -------------------- | -------------------- | -------------------- | -------------------- | -------------------- |
| Владимир Ешеев                                               | Личное первенство    | 1304         | 1 Q          | 313                  | 14 Q                 | 320                  | 9 Q                  | 328                  | 5 Q                  | 335                  | 3                    |
| Константин Школьный                                          | Личное первенство    | 1235         | 23 Q         | 304                  | 20                   | Завершил выступление | Завершил выступление | Завершил выступление | Завершил выступление | Завершил выступление | Завершил выступление |
| Юрий Леонтьев                                                | Личное первенство    | 1245         | 29           | Завершил выступление | Завершил выступление | Завершил выступление | Завершил выступление | Завершил выступление | Завершил выступление | Завершил выступление | Завершил выступление |
| Ешеев, Владимир Николаевич Константин Школьный Юрий Леонтьев | Командное первенство | 3799         | 3 Q          | н/д                  | н/д                  | н/д                  | н/д                  | 976                  | 2 Q                  | 949                  | 5                    |

Женщины
| Спортсмен                                           | Дисциплина           | Квалификация | Квалификация | 1/8 финала | 1/8 финала | 1/4 финала | 1/4 финала | Полуфинал             | Полуфинал             | Финал                 | Финал                 |
| Спортсмен                                           | Дисциплина           | Очки         | Место        | Очки       | Место      | Очки       | Место      | Очки                  | Место                 | Очки                  | Место                 |
| --------------------------------------------------- | -------------------- | ------------ | ------------ | ---------- | ---------- | ---------- | ---------- | --------------------- | --------------------- | --------------------- | --------------------- |
| Людмила Аржанникова                                 | Личное первенство    | 1279         | 6 Q          | 332        | 1 Q        | 326        | 6 Q        | 329                   | 5 Q                   | 327                   | 4                     |
| Татьяна Мунтян                                      | Личное первенство    | 1272         | 7 Q          | 319        | 6 Q        | 316        | 12 Q       | 328                   | 6 Q                   | 314                   | 8                     |
| Наталья Бутузова                                    | Личное первенство    | 1267         | 8 Q          | 314        | 8 Q        | 300        | 18         | Завершила выступление | Завершила выступление | Завершила выступление | Завершила выступление |
| Людмила Аржанникова Татьяна Мунтян Наталья Бутузова | Командное первенство | 3818         | 2 Q          | н/д        | н/д        | н/д        | н/д        | 978                   | 3 Q                   | 951                   | 4                     |